# 안정로 (통영 고성)
안정로(Anjeong-ro)는 경상남도 통영시 광도면 노산삼거리에서 고성군 거류면 당동삼거리를잇는 경상남도의 도로이다.

## 주요 경유지
경상남도
- 통영시 (광도면)

연한 파란색(■): 국도 제77호선 구간 / 국가지원지방도 제67호선 및 지방도 제1021호선 구간

## 노선
| 이름                       | 접속 노선                                          | 소재지 | 소재지 | 비고 |
| -------------------------- | -------------------------------------------------- | ------ | ------ | ---- |
| 노산삼거리 (북통영 나들목) | 국도 제14호선 (남해안대로) 35호선 통영대전고속도로 | 통영시 | 광도면 |      |
| 광도교                     |                                                    | 통영시 | 광도면 |      |
| 동해천2교                  |                                                    | 통영시 | 광도면 |      |
| (이름없음) (동해천1교)     | 우동1길                                            | 통영시 | 광도면 |      |
| 무직고개                   |                                                    | 통영시 | 광도면 |      |
| 적덕삼거리                 | 덕포로                                             | 통영시 | 광도면 |      |
| (벽방초등학교)             | 벽방1길                                            | 통영시 | 광도면 |      |
| 황리사거리                 | 공단로                                             | 통영시 | 광도면 |      |
| 송곡치                     |                                                    | 통영시 | 광도면 |      |
|                            | 고성군                                             | 거류면 |        |      |
| 당동삼거리                 | 고성군                                             | 거류면 | 거류로 |      |

## 주요 건물 및 시설
- 벽방초등학교 (안정로 815/안정리 1058)
- 농협 새통영농협 안황지점 (안정로 819/안정리 1040)
- 농협 새통영농협 하나로마트 안황점 (안정로 819/안정리 1040)
- SK에너지 팔복주유소 (안정로 898/황리 1588-3)